# 兵庫県立三田西陵高等学校
兵庫県立三田西陵高等学校（ひょうごけんりつ さんだせいりょうこうとうがっこう）は、兵庫県三田市にある公立の高等学校である。2012年4月で創立20周年目。
三田市にある高校の中では二番目に新しい（一番新しい高校は祥雲館高校、一番古い高校は有馬高校である）。
愛称は、″西陵″である。

## 沿革
- 1993年 開校
- 2011年 子どもみらい類型新設

## カリキュラム
全日制普通科50分授業で3学期制

## 校訓
自主、創造、飛翔

## 制服
男子、女子、ともにブレザー
夏服は男女共半そでのポロシャツ

## 学科
- 普通科
- 子どもみらい類型（2011年より新設）

## 部活動
運動部
- 硬式野球部
- 男子サッカー部
- 女子サッカー部
- 男子バスケットボール部
- 女子バスケットボール部
- 男子バレー部
- 女子バレー部
- 女子ソフトボール部
- 陸上競技部
- 女子ソフトテニス部
- 男子硬式テニス部
- 女子硬式テニス部

文化部
- 吹奏楽部
- 合唱部
- 放送部
- 合唱部
- 美術部
- 茶華道部
- ESS部
- コンピュータ部
- 調理部

(* 生徒会執行部)